# التوأم الصامت (فلم 2022)
التوأم الصامت (بالإنجليزية: The Silent Twins) هو فيلم درامي أمريكي لعام 2022، من إخراج أغنيسكا سموتشينسكا، من سيناريو أندريا سيغل، تم عرض الفيلم لأول مرة عالميًا في مهرجان كان السينمائي لعام 2022 في 24 مايو 2022. ومن المقرر إطلاقه في الولايات المتحدة في 16 سبتمبر 2022.

## روابط خارجية
- مقالات تستعمل روابط فنية بلا صلة مع ويكي بيانات